# برتراند د بلانچفورت
برتراند د بلانچفورت (به انگلیسی: Bertrand de Blanchefort) ششمین استاد بزرگ شوالیه‌های معبد از ۱۱۵۷ تا ۱۱۶۹ بود.